# Бусовиско
Бусо́виско (укр. Бусовисько) — село в Стрелковской сельской общине Самборского района Львовской области Украины.
Население по переписи 2001 года составляло 993 человека. Почтовый индекс — 82085.